# Association Typographique Internationale
L' ATypI (acrònim d'Association Typographique Internationale, Associació Internacional de Tipografia, en francès) és una organització sense ànim de lucre dedicada a la tipografia, fundada el 1957 pel francès Charles Peignot. Els seus membres es troben distribuïts arreu del món.

## Conferències
Cada any, l'ATypI organitza un congrés a un país diferent, generalment els mesos de setembre o octubre, en col·laboració amb institucions nacionals or regionals.
| N.º | Any  | Ciutat             | País            | web                                     |
| --- | ---- | ------------------ | --------------- | --------------------------------------- |
| 1   | 1957 | Lausana            | Suïssa          |                                         |
| 2   | 1958 | Düsseldorf         | Alemanya        |                                         |
| 3   | 1959 | París              | França          |                                         |
| 4   | 1960 | París              | França          |                                         |
| 5   | 1961 | Zandvoort          | Països Baixos   |                                         |
| 6   | 1962 | Verona             | Itàlia          |                                         |
| 7   | 1963 | Viena              | Àustria         |                                         |
| 8   | 1964 | Cambridge          | Regne Unit      |                                         |
| 9   | 1965 | Zúric              | Suïssa          |                                         |
| 10  | 1966 | Magúncia           | Alemanya        |                                         |
| 11  | 1967 | París              | França          |                                         |
| 12  | 1968 | Frankfurt del Main | Alemanya        |                                         |
| 13  | 1969 | Praga              | República Txeca | * Arxivat 2012-04-25 a Wayback Machine. |
| 14  | 1970 | Bruges             | Bèlgica         |                                         |
| 15  | 1971 | Londres            | Regne Unit      |                                         |
| 16  | 1972 | Barcelona          | Catalunya       |                                         |
| 17  | 1973 | Copenhaguen        | Dinamarca       |                                         |
| 18  | 1974 | París              | França          |                                         |
| 19  | 1975 | Varsòvia           | Polònia         |                                         |
| 20  | 1976 | Hamburg            | Alemanya        |                                         |
| 21  | 1977 | Lausana            | Suïssa          |                                         |
| 22  | 1978 | Múnic              | Alemanya        |                                         |
| 23  | 1979 | Viena              | Àustria         |                                         |
| 24  | 1980 | Basilea            | Suïssa          |                                         |
| 25  | 1981 | Magúncia           | Alemanya        |                                         |
| 26  | 1982 | Beaune             | França          |                                         |
| 27  | 1983 | Berlín             | Alemanya        |                                         |
| 28  | 1984 | Londres            | Regne Unit      |                                         |
| 29  | 1985 | Kiel               | Alemanya        |                                         |
| 30  | 1986 | Basilea            | Suïssa          |                                         |
| 31  | 1987 | Nova York          | Estats Units    |                                         |
| 32  | 1988 | Frankfurt          | Alemanya        |                                         |
| 33  | 1989 | París              | França          |                                         |
| 34  | 1990 | Oxford             | Regne Unit      |                                         |
| 35  | 1991 | Parma              | Itàlia          |                                         |
| 36  | 1992 | Budapest           | Hongria         |                                         |
| 37  | 1993 | Anvers             | Bèlgica         |                                         |
| 38  | 1994 | San Francisco      | Estats Units    |                                         |
| 39  | 1995 | Barcelona          | Catalunya       |                                         |
| 40  | 1996 | La Haia            | Països Baixos   |                                         |
| 41  | 1997 | Reading            | Regne Unit      | * Arxivat 2009-08-31 a Wayback Machine. |
| 42  | 1998 | Lió                | França          | * Arxivat 2009-08-31 a Wayback Machine. |
| 43  | 1999 | Boston             | Estats Units    | * Arxivat 2009-08-31 a Wayback Machine. |
| 44  | 2000 | Leipzig            | Alemanya        | * Arxivat 2009-08-31 a Wayback Machine. |
| 45  | 2001 | Copenhaguen        | Dinamarca       | * Arxivat 2009-08-31 a Wayback Machine. |
| 46  | 2002 | Roma               | Itàlia          | * Arxivat 2009-08-31 a Wayback Machine. |
| 47  | 2003 | Vancouver          | Canadà          | * Arxivat 2009-08-31 a Wayback Machine. |
| 48  | 2004 | Praga              | República Txeca | * Arxivat 2009-08-31 a Wayback Machine. |
| 49  | 2005 | Hèlsinki           | Finlàndia       | * Arxivat 2009-08-26 a Wayback Machine. |
| 50  | 2006 | Lisboa             | Portugal        | * Arxivat 2009-09-16 a Wayback Machine. |
| 51  | 2007 | Brighton           | Regne Unit      | * Arxivat 2009-10-07 a Wayback Machine. |
| 52  | 2008 | Sant Petersburg    | Rússia          | * Arxivat 2009-01-07 a Wayback Machine. |
| 53  | 2009 | Ciutat de Mèxic    | Mèxic           | * Arxivat 2009-10-15 a Wayback Machine. |
| 54  | 2010 | Dublín             | Irlanda         | * Arxivat 2010-01-27 a Wayback Machine. |
| 55  | 2011 | Reykjavík          | Islàndia        | * Arxivat 2011-09-30 a Wayback Machine. |
| 56  | 2012 | Hong Kong          | Xina            | [ 2 ]                                   |
| 57  | 2013 | Amsterdam          | Països Baixos   | * Arxivat 2013-07-24 a Wayback Machine. |
| 58  | 2014 | Barcelona          | Catalunya       | * Arxivat 2014-10-08 a Wayback Machine. |